# Frank Drake
Frank Donald Drake (ur. 28 maja 1930 w Chicago, zm. 2 września 2022 w Aptos) – amerykański astronom i astrofizyk, założyciel Search for Extraterrestrial Intelligence (SETI) i twórca równania Drake’a.

## Młodość
Jako nastolatek interesował się elektroniką i chemią. Twierdził, że w wieku 8 lat rozważał możliwość istnienia życia na innych planetach, lecz nigdy nie dzielił się tymi przemyśleniami z rodziną lub nauczycielami z powodu panującej wtedy ideologii religijnej.
Podjął studia na Cornell University, na kierunku astronomia. Jego przekonanie o istnieniu życia pozaziemskiego zostało podbudowane wykładem astrofizyka Ottona Struvego w 1951. Po ukończeniu college’u i odbyciu służby wojskowej dostał się do Harvardu na kierunek radioastronomia.

## Osiągnięcia
Zainteresowany poglądami na prawdopodobieństwo istnienia i wykrywalność pozaziemskich cywilizacji podjął badania radioastronomiczne w National Radio Astronomy Observatory (NRAO), a następnie w Jet Propulsion Laboratory. Prowadził pomiary, które pozwoliły odkryć obecność jonosfery i magnetosfery na Jowiszu.
W 1960 poprowadził pierwsze badanie mające na celu znalezienie inteligencji pozaziemskiej (znane jako Projekt Ozma). Przebadano szum pochodzący z kilku gwiazd, lecz nie znaleziono dowodu na istnienie obcych. Mimo że nauka nie dysponuje zadowalającymi dowodami na istnienie cywilizacji pozaziemskich, Drake żywił przekonanie, że „kontakt” jest nieunikniony w ciągu nadchodzących lat w formie sygnału radiowego bądź świetlnego.
W 1961 był współorganizatorem pierwszej konferencji SETI. Podczas tego spotkania przedstawił po raz pierwszy swe równanie. Jest to wzór łączący serię prawdopodobieństw, aby spróbować określić liczbę inteligentnych cywilizacji („N”) i ukazać brak przesłanek pozwalających stwierdzić w miarę jednoznaczny wynik – waha się on bowiem od 1 do 1 000 000 w zależności od współczynników. Rozbieżność wyników napędza projekt poszukiwań obcych cywilizacji SETI.
Jako naukowiec Drake zajmował się początkowo pulsarami. W latach 60. i 70. XX wieku był profesorem na Uniwersytecie Cornella i dyrektorem National Astronomy and Ionosphere Center (formalna nazwa Obserwatorium Arecibo).
W 1971 zaprojektował wspólnie z Carlem Saganem aluminiową płytkę Pioneera z nadrukowanymi informacjami o naszej cywilizacji. Przekaz na płycie został przygotowany w formie pozwalającej obcej cywilizacji na zrozumienie go. Drake był także współtwórcą Voyager Golden Record – płyty gramofonowej zawierającej podobne informacje (lecz w większej ilości) oraz obrazkowe instrukcje rozkodowania sygnału.
Był członkiem Amerykańskiej Narodowej Akademii Nauk, gdzie w latach 1989–1992 przewodniczył radzie fizyki i astronomii. Był zaangażowany w projekt Phoenix.
W uznaniu jego zasług jedną z planetoid nazwano (4772) Frankdrake.